# 中原恵司
中原 恵司（なかはら けいじ、旧姓：下平（しもひら）、1987年7月10日 - ）は、愛知県大府市出身の元プロ野球選手（外野手）。右投右打。

## 経歴

### プロ入り前
愛知県大府市出身。小学2年から投手兼捕手として野球をはじめ、中学時代は投手兼外野手。
武蔵工大二高（現：東京都市大塩尻高）では1年春からベンチ入り、秋にはエースとなるが2年秋には遊撃手に転向。強肩強打の大型遊撃手として注目された。2学年下には菊池涼介がいた。
2006年に進学した亜細亜大学でも1年春からベンチ入り。3年春（2008年）に外野手のレギュラーを掴むと、3季連続でベストナインに選出された。東都大学リーグ通算61試合出場、186打数42安打、打率.226、9本塁打、24打点。
2009年の第37回日米大学野球選手権では亜大同期の中田亮二と日本代表の中軸として共に4番・5番を張り、中原は全5試合で安打を放ち6打点を挙げ日本の連覇に貢献。MVPに選出された。

### ソフトバンク時代
2009年10月29日に行われたプロ野球ドラフト会議において、福岡ソフトバンクホークスから4位指名を受け入団した。
3年目の2012年までは一軍昇格はなかった。
2013年は春季キャンプ、オープン戦と一軍に帯同し、3月16日の対横浜DeNAベイスターズ戦（横浜スタジアム）では加賀美希昇から本塁打を放つなどしたが、開幕直前に二軍降格。結局プロ入り後4年間で一度も一軍公式戦出場のないまま、10月7日に球団から戦力外通告を受けた。年末には語学留学を兼ねてプエルトリコのウィンターリーグに参加（ヒガンテス・デ・カロリーナに所属）するなどしていたが、この年限りで現役を引退。

### 現役引退後
2014年6月12日に福岡県福岡市中央区大名に自身が店主を務める「世直し居酒屋 ええじゃないか」をオープン。ホークスの選手や親しい関係者なども度々訪れていたが、のちに居酒屋は閉店。以降はホークスジュニアアカデミーでコーチを務める。

## 人物
先述の通り元々は「下平」姓であったが、3姉妹である母方の名字「中原」を途絶えさせないため、2009年2月に祖母と養子縁組をして「下平」から姓を変更した。次男である中原に姓を継がせることは、中原が幼い時に亡くなった母方の祖父の遺言であったという。

## 詳細情報

### 年度別打撃成績
- 一軍公式戦出場なし

### 背番号
- 10（2010年 - 2013年）